# علي الشمالي
علي الشمالي، لاعب كرة قدم كويتي سابق، من مواليد 17 أغسطس 1983، طوله 167 ووزنه 65، أحد لاعبي نادي القادسية الكويتي، والمنتخب الكويتي سابقا.
و بدأ علي الشمالي مع نادي القادسية الكويتي وهو بعمر السابعة عشر، وكانت بداية ممتازة مع الفريق الأول، واختاره مدرب المنتخب آن ذاك بيرتي فوغتس إلى المنتخب المشارك في كأس الخليج 2002 في المملكة العربية السعودية، ولكنه لم يلعب أي مباراة مع المنتخب في تلك البطولة.
و قد سجل هدف في نهائي كأس الأمير 2002/2003.

## إنجازاته
- كأس الأمير (ثلاثة مرات) : 2002/2003 و 2003/2004 و 2006/2007
- الدوري الكويتي (ثلاثة مرات) : 2002/2003 و 2003/2004 و 2004/2005
- كأس ولي العهد (أربعة مرات) : 2001/2002 و 2003/2004 و 2004/2005 و 2005/2006
- كأس الخرافي (مرتين) : 2002/2003 و 2005/2006
- كأس الاتحاد الكويتي (مرة واحدة) : 2007/2008
- كأس الخليج للأندية (مرة واحدة) : 2005/2006

## روابط خارجية
- علي الشمالي على موقع قاعدة بيانات كرة القدم.إي يو (الإنجليزية)
- علي الشمالي على موقع ناشيونال فوتبول تيمز (الإنجليزية)
- علي الشمالي على موقع كووورة